# Крабтрі (Пенсільванія)
Крабтрі (англ. Crabtree) — переписна місцевість (CDP) в США, в окрузі Вестморленд штату Пенсільванія. Населення — 201 особа (2020).

## Географія
Крабтрі розташоване за координатами 40°21′50″ пн. ш. 79°28′10″ зх. д. / 40.36389° пн. ш. 79.46944° зх. д. (40.363804, -79.469508).  За даними Бюро перепису населення США в 2010 році переписна місцевість мала площу 0,24 км², уся площа — суходіл.

## Демографія
Згідно з переписом 2010 року, у переписній місцевості мешкало 277 осіб у 131 домогосподарстві у складі 76 родин. Густота населення становила 1140 осіб/км².  Було 155 помешкань (638/км²).
Расовий склад населення:
| - 98,2 % — білих - 0,4 % — корінних американців - 0,4 % — чорних або афроамериканців - 0,4 % — азіатів |

До двох чи більше рас належало 0,4 %. Частка іспаномовних становила 0,4 % від усіх жителів.
За віковим діапазоном населення розподілялося таким чином: 19,5 % — особи молодші 18 років, 53,8 % — особи у віці 18—64 років, 26,7 % — особи у віці 65 років та старші. Медіана віку мешканця становила 45,7 року. На 100 осіб жіночої статі у переписній місцевості припадало 88,4 чоловіків;  на 100 жінок у віці від 18 років та старших — 85,8 чоловіків також старших 18 років.
Середній дохід на одне домашнє господарство  становив 41 509 доларів США (медіана — 37 917), а середній дохід на одну сім'ю — 46 202 долари (медіана — 39 250). За межею бідності перебувало 7,8 % осіб, у тому числі 0,0 % дітей у віці до 18 років та 0,0 % осіб у віці 65 років та старших.
Цивільне працевлаштоване населення становило 160 осіб. Основні галузі зайнятості: публічна адміністрація — 21,3 %, транспорт — 14,4 %, науковці, спеціалісти, менеджери — 11,3 %, освіта, охорона здоров'я та соціальна допомога — 11,3 %.